# Александар Ходаковски
Александар Сергејевич Ходаковски (рус. Александр Сергеевич Ходаковский; Доњецк, 18. децембар 1972) јесте украјински и руски политичар, ратни командант самопроглашене Доњецке Народне Републике. Један од команданата бригаде Восток. Од 16. маја до 16. јула 2014. године био је министар државне безбедности ДНР, а од 13. новембра 2014. до 13. марта 2015. био је секретар Савета безбедности ДНР. Председник је управног одбора организације „Патриотске снаге Донбаса“.

## Биографија
Рођен је 18. децембра 1972. године у Доњецку, у Украјинској Социјалистичкој Совјетској Републици. У периоду 1990—1992 био је у служби совјетске и руске армије (331. ваздушно-десантни пук Тулске ваздушно-десантне дивизије).
Радио је као начелник одељења Центра за специјалне операције „А“ Службе безбедности Украјине у Доњецкој области.
Активни учесник „Руског пролећа“ 2014. године и рата у Донбасу. Командант је бригаде Восток Народне милиције ДНР од маја до новембра 2014. године. Од 13. новембра 2014. до 13. марта 2015. ради на позицији секретара Савета безбедности ДНР.
Лидер Јавног покрета Патриотске снаге Донбаса од 2014. Члан је Првог сазива Врховног савета/Народног већа ДНР (изабран на листи покрета „Доњецка република“).
У децембру 2015. најавио је оставку на место посланика Народног савета насупрот актуелној влади ДНР. Председник је одбора организације „Патриотске снаге Донбаса“.
Ходаковски је најавио 2018. године да неће учествовати у избору за шефа Доњецке Народне Републике (Глава ДНР).
Од марта 2022. године учествује у новој фази оружаног сукоба на истоку Украјине и борбама за град Маријупољ.